# Vietnam Open (Badminton)
Die Vietnam Open sind die offenen internationalen Meisterschaften von Vietnam im Badminton.
Sie wurden erstmals 1996 infolge der erhöhten Anstrengungen des vietnamesischen Badmintonverbandes um erhöhte Qualität und vermehrte Internationalität im Badmintonsport ausgetragen. Beim Debüt der Vietnam Open erkämpften sich die späteren Asienmeister Lee Wan Wah und Choong Tan Fook ihren ersten internationalen Titel. Nach einer weiteren Austragung 1997 legten die Meisterschaften eine längere Pause ein, bevor sie sich ab 2006 wieder im BWF-Kalender etablierten. 2007 gehören sie zum BWF Grand Prix.

## Sieger
| Saison    | Herreneinzel            | Dameneinzel              | Herrendoppel                     | Damendoppel                                     | Mixed                                       |
| --------- | ----------------------- | ------------------------ | -------------------------------- | ----------------------------------------------- | ------------------------------------------- |
| 1996      | Nunung Subandoro        | Zeng Yaqiong             | Choong Tan Fook Lee Wan Wah      | Peng Xinyong Zhang Jin                          | Liu Yong Zhang Jin                          |
| 1997      | Chen Gang               | Susi Susanti             | Rexy Mainaky Ricky Subagja       | Eliza Nathanael Zelin Resiana                   | Bambang Suprianto Rosalina Riseu            |
| 1998 2005 | nicht ausgetragen       | nicht ausgetragen        | nicht ausgetragen                | nicht ausgetragen                               | nicht ausgetragen                           |
| 2006      | Andrew Smith            | Bae Seung-hee            | Jeon Jun-bum Yoo Yeon-seong      | Kim Jin-ock Lee Jung-mi                         | Yoo Yeon-seong Lee Jung-mi                  |
| 2007      | Roslin Hashim           | Zhu Jingjing             | Ko Sung-hyun Kwon Yi-goo         | Natalia Poluakan Yulianti CJ                    | Tontowi Ahmad Yulianti CJ                   |
| 2008      | Nguyễn Tiến Minh        | Zhang Beiwen             | Choong Tan Fook Lee Wan Wah      | Shendy Puspa Irawati Meiliana Jauhari           | Tontowi Ahmad Shendy Puspa Irawati          |
| 2009      | Nguyễn Tiến Minh        | Fransisca Ratnasari      | Luluk Hadiyanto Joko Riyadi      | Anneke Feinya Agustin Annisa Wahyuni            | Flandy Limpele Cheng Wen-hsing              |
| 2010      | Chen Yuekun             | Ratchanok Intanon        | Mohammad Ahsan Bona Septano      | Ma Jin Zhong Qianxin                            | He Hanbin Ma Jin                            |
| 2011      | Nguyễn Tiến Minh        | Fu Mingtian              | Angga Pratama Rian Agung Saputro | Anneke Feinya Agustin Nitya Krishinda Maheswari | Vitaliy Durkin Nina Vislova                 |
| 2012      | Nguyễn Tiến Minh        | Porntip Buranaprasertsuk | Bodin Isara Maneepong Jongjit    | Pia Zebadiah Rizki Amelia Pradipta              | Markis Kido Pia Zebadiah                    |
| 2013      | Son Wan-ho              | He Bingjiao              | Fran Kurniawan Bona Septano      | Ko A-ra Yoo Hae-won                             | Choi Sol-kyu Chae Yoo-jung                  |
| 2014      | Dionysius Hayom Rumbaka | Nozomi Okuhara           | Andrei Adistia Hendra Gunawan    | Maretha Dea Giovani Rosyita Eka Putri Sari      | Muhammad Rizal Vita Marissa                 |
| 2015      | Tommy Sugiarto          | Saena Kawakami           | Li Junhui Liu Yuchen             | Jongkolphan Kititharakul Rawinda Prajongjai     | Huang Kaixiang Huang Dongping               |
| 2016      | Wong Wing Ki            | Yeo Jia Min              | Lee Jhe-huei Lee Yang            | Della Destiara Haris Rosyita Eka Putri Sari     | Tan Kian Meng Lai Pei Jing                  |
| 2017      | Khosit Phetpradab       | Sayaka Takahashi         | Wahyu Nayaka Ade Yusuf           | Chayanit Chaladchalam Phataimas Muenwong        | Alfian Eko Prasetya Melati Daeva Oktavianti |
| 2018      | Shesar Hiren Rhustavito | Yeo Jia Min              | Ko Sung-hyun Shin Baek-cheol     | Misato Aratama Akane Watanabe                   | Nipitphon Puangpuapech Savitree Amitrapai   |
| 2019      | Sourabh Varma           | Zhang Yiman              | Choi Sol-gyu Seo Seung-jae       | Della Destiara Haris Rizki Amelia Pradipta      | Guo Xinwa Zhang Shuxian                     |
| 2020 2021 | nicht ausgetragen       | nicht ausgetragen        | nicht ausgetragen                | nicht ausgetragen                               | nicht ausgetragen                           |
| 2022      | Kodai Naraoka           | Nguyễn Thùy Linh         | Ren Xiangyu Tan Qiang            | Benyapa Aimsaard Nuntakarn Aimsaard             | Dejan Ferdinansyah Gloria Emanuelle Widjaja |
| 2023      | Huang Yu-kai            | Nguyễn Thùy Linh         | Kenya Mitsuhashi Hiroki Okamura  | Hsieh Pei-shan Tseng Yu-chi                     | Hiroki Nishi Akari Sato                     |
| 2024      | Shogo Ogawa             | Nguyễn Thùy Linh         | He Zhi-wei Huang Jui-hsuan       | Mizuki Otake Miyu Takahashi                     | Adnan Maulana Indah Cahya Sari Jamil        |